# Wiktor Osuch
Wiktor Osuch (ur. 30 czerwca 1969, zm. 29 stycznia 2021) – polski geograf, dr hab.

## Życiorys
W 1994 r. ukończył studia geograficzne w Wyższej Szkole Pedagogicznej im. Komisji Edukacji Narodowej w Krakowie, w 2000 r. obronił rozprawę doktorską pt. Skuteczność praktycznego kształcenia nauczycieli geografii w czasie studiów, przygotowaną pod kierunkiem prof. Sławomira Piskorza. W 2012 r. uzyskał stopień doktora habilitowanego. Był zatrudniony na stanowisku profesora uczelni w Instytucie Geografii Uniwersytetu Pedagogicznego im. Komisji Edukacji Narodowej w Krakowie.
Był geografem społeczno-ekonomicznym i zarazem dydaktykiem geografii, któremu sprawa kształcenia nauczycieli geografii i rozwijania myślenia geograficznego uczniów była bardzo bliska. Był autorem licznych prac naukowych z zakresu edukacji geograficznej, szczególnie kompetencji nauczycieli geografii, interesował się także problematyką mniejszości narodowych i etnicznych oraz edukacji w zakresie przedsiębiorczości. Uczestniczył w realizacji wielu międzynarodowych projektów badawczo-edukacyjnych. Był autorem nie tylko publikacji naukowych, ale także programów nauczania, podręczników szkolnych i poradników metodycznych dla nauczycieli.
Był profesorem nadzwyczajnym w Instytucie Geografii, wieloletnim wicedyrektorem Instytutu Geografii, opiekunem Studenckiego Koła Naukowego Geografów Uniwersytetu Pedagogicznego oraz prodziekanem na Wydziale Geograficznym i Biologicznym Uniwersytetu Pedagogicznego im. Komisji Edukacji Narodowej w Krakowie, a także Zastępcą Przewodniczącego Rady Dyscypliny Geografia Społeczno-Ekonomiczna i Gospodarka Przestrzenna. 
Był także Członkiem Komisji Edukacji Geograficznej Polskiego Towarzystwa Geograficznego. Od 1996 r. był zaangażowany w organizację Olimpiady Geograficznej w okręgu krakowskim. W 2014 r. był współorganizatorem Międzynarodowej Olimpiady Geograficznej ze strony Uniwersytetu Pedagogicznego w Krakowie. W ostatnich latach pełnił funkcję Przewodniczącego Komitetu Okręgowego Olimpiady Geograficznej w Krakowie, będąc jednocześnie członkiem Komitetu Głównego. 
Był odznaczony Brązowym Krzyżem Zasługi, Medalem Komisji Edukacji Narodowej oraz licznymi wyróżnieniami uczelnianymi. Odznaczony został także Złotą Odznaką Polskiego Towarzystwa Geograficznego.
Zmarł 29 stycznia 2021. Został pochowany na cmentarzu Batowickim w Krakowie (kw. CXLIV-wsch. II-1).